# Gornji Lipovac (Brus)
Gornji Lipovac (Servisch cyrillisch Горњи Липовац) is een plaats in de Servische gemeente Brus. De plaats telt 90 inwoners (2002).